# Gran Turismo Sport
Gran Turismo Sport is een racespel ontwikkeld door Polyphony Digital voor de PlayStation 4. Het spel werd in Europa op 18 oktober 2017 uitgebracht door Sony Interactive Entertainment en maakt deel uit van de computerspelreeks Gran Turismo.

## Gameplay
Het spel bevat verschillende onderdelen, zoals een rijkamp om te leren racen in het spel, GT League om offline in vijf verschillende klasses te racen, en dagelijks enkele verschillende online races. Spelers kunnen door zonder ongelukken te racen zich in een betere klasse plaatsen, en zo online tegen gelijkwaardige tegenstanders racen. Met een Playstation VR-bril kan ook in virtual reality worden geracet.
Naast racen bevat GT Sport de screenshot-modus Scapes, waarin de auto's die je in het spel bezit kunnen worden gefotografeerd. Ook kun je de auto's met liveries personaliseren.
Het spel kan worden gespeeld met een controller of met een playseat met stuur.

## Auto's en circuits
In dit kopje zijn er auto's en circuits ts vinden uit Gran Turismo Sport:

### Auto's

#### Abarth
- Abarth 1500 Biposto Bertone B.A.T 1 '52
- Abarth 500 '09

#### Alfa Romeo
- Alfa Romeo 4C Launch Edition '14
- Alfa Romeo 4C Gr.3
- Alfa Romeo 4C Gr.3 Road Car
- Alfa Romeo 4C Gr.4
- Alfa Romeo GIULIA TZ2 carrozzata da ZAGATO '65
- Alfa Romeo MiTo 1.4 T Sport '09

#### Alpine
- Alpine A110 1600S '72
- Alpine A110 Première Édition '17
- Alpine Vision Gran Turismo
- Alpine Vision Gran Turismo 2017
- Alpine Vision Gran Turismo Race Mode

#### Aston Martin
- Aston Martin DB3S CN.1 '53
- Aston Martin DB11 '16
- Aston Martin DBR9 GT1 '10
- Aston Martin DP-100 Vision Gran Turismo
- Aston Martin V8 Vantage S '15
- Aston Martin V12 Vantage GT3 '12
- Aston Martin Vantage Gr.4
- Aston Martin Vulcan '16
- Aston Martin One-77 '11

#### Audi
- Audi R18 TDI (Audi Sport Team Joest) '11
- Audi R18 TDI (Le Mans 2011)
- Audi R18 (Audi Sport Team Joest) '16
- Audi R8 4.2 FSI R tronic '07
- Audi R8 LMS (Audi Sport Team WRT) '15
- Audi Sport quattro S1 Pikes Peak '87
- Audi TT Coupe 3.2 quattro '03
- Audi TTS Coupe '14
- Audi TT Cup '16
- Audi e-tron Vision Gran Turismo
- Audi Vision Gran Turismo

#### BMW
- BMW i3 '15
- BMW M3 Coupé '03
- BMW M3 Coupé '07
- BMW M3 GT (BMW Motorsport) '11
- BMW M3 Sport Evolution '89
- BMW M4 Safety Car
- BMW M4 Coupé
- BMW M4 Gr.4
- BMW M6 GT3 M Power Livery '16
- BMW M6 GT3 (Walkenhorst Motorsport) '16
- BMW Vision Gran Turismo
- BMW Z4 GT3 '11
- BMW Z8 '01

#### Bugatti
- Bugatti Veyron 16.4 '13
- Bugatti Veyron Gr.4
- Bugatti Vision Gran Turismo Gr.1
- Bugatti Vision Gran Turismo

#### Chaparral
- Chevrolet Chaparral 2X Vision Gran Turismo

#### Chevrolet
- Chevrolet Camaro SS '16
- Chevrolet Camaro ZL1 1LE Package '18
- Chevrolet Camaro Z28 302 '69
- Chevrolet Corvette C7 Gr.3
- Chevrolet Corvette C7 Gr.3 Road Car
- Chevrolet Corvette C7 Gr.4
- Chevrolet Corvette Sting Ray Sport Coupe (C2) '63
- Chevrolet Corvette StingRay Racer Concept '59
- Chevrolet Corvette Stingray (C7) '14
- Chevrolet Corvette Stingray Convertible (C3) '69

#### Citroën
- Citroën DS3 Racing '11
- GT by Citroën Gr.4
- GT by Citroën Race Car Gr.3
- GT by Citroën Road Car

#### Daihatsu
- Daihatsu Copen Active Top '02
- DAIHATSU COPEN RJ Vision Gran Turismo

#### De Tomaso
- De Tomaso Pantera '71

#### Dodge
- Dodge Challenger R/T '70
- Dodge Charger SRT Hellcat '15
- Dodge Charger SRT Hellcat Safety Car
- Dodge Super Bee '70
- Dodge Viper GTS '02
- Dodge Viper GTS '13
- Dodge Viper SRT-10 Coupe '06
- Dodge Viper SRT GT3-R '15
- Dodge Viper Gr.4
- Dodge SRT Tomahawk Vision Gran Turismo Gr.1
- Dodge SRT Tomahawk S Vision Gran Turismo
- Dodge SRT Tomahawk GTS-R Vision Gran Turismo
- Dodge SRT Tomahawk X Vision Gran Turismo

#### Ferrari
- Enzo Ferrari '02
- Ferrari 250 GT Berlinetta passo corto CN.2521 '61
- Ferrari 250 GTO CN.3729GT '62
- Ferrari 330 P4 Race Car '67
- Ferrari 365 GTB4 '71
- Ferrari 458 Italia '09
- Ferrari 458 Italia GT3 '13
- Ferrari 458 Italia Gr.4
- Ferrari 512BB '76
- Ferrari Dino 246 GT '71
- Ferrari F40 '92
- Ferrari F50 '95
- Ferrari GTO '84
- Ferrari LaFerrari '13

#### FIAT
- 500 1.2 8V Lounge SS '08
- 500 F '68

#### Fittipaldi Motors
- Fittipaldi EF7 Vision Gran Turismo by Pininfarina

#### Ford
- Ford F-150 SVT Raptor '11
- Ford Focus Gr.B Rally Car
- Ford Focus ST '15
- Ford GT40 Mark I '66
- Ford GT '06
- Ford GT '17
- Ford GT LM Spec II Test Car
- Ford Mark IV Race Car '67
- Ford Mustang Mach 1 '71
- Ford Mustang Gr.3
- Ford Mustang Gr.3 Road Car
- Ford Mustang Gr.4
- Ford Mustang Gr.B Rally Car
- Ford Mustang GT Premium Fastback '15

#### Gran Turismo
- Amuse S2000 GT1 Turbo
- Gran Turismo RACING KART 125 Shifter
- Gran Turismo F1500T-A
- Red Bull X2014 Junior
- Red Bull X2014 Standard Car
- Red Bull X2019 Competition
- Chris Holstrom Concepts 1967 Chevy Nova
- Eckerts Rod & Custom Mach Forty
- GReddy Fugu Z

#### Honda
- Honda BEAT '91
- Honda CIVIC TYPE R (EK) '98
- Honda CIVIC TYPE R (FK2) '15
- Honda EPSON NSX '08
- Honda Fit Hybrid '14
- Honda INTEGRA TYPE R (DC2) '98
- Honda Project 2&4 powered by RC213V
- Honda Sports Vision Gran Turismo
- Honda NSX '17
- Honda NSX Gr.3
- Honda NSX Gr.4
- Honda NSX Gr.B Rally Car
- Honda NSX Type R '92
- Honda RAYBRIG NSX CONCEPT-GT '16
- Honda S2000 '99
- Honda S660 '15
- Honda S800 '66

#### Hyundai
- Hyundai Genesis Coupe 3.8 Track '13
- Hyundai Genesis Gr.3
- Hyundai Genesis Gr.4
- Hyundai Genesis Gr.B Rally Car
- Hyundai N 2025 Vision Gran Turismo Gr.1
- Hyundai N 2025 Vision Gran Turismo

#### Infiniti
- Infiniti CONCEPT Vision Gran Turismo

#### Jaguar
- Jaguar D-type '54
- Jaguar E-TYPE Coupe '61
- Jaguar F-type R Coupe '14
- Jaguar F-type Gr.3
- Jaguar F-type Gr.4
- Jaguar XJ13 Race Car '66
- Jaguar XJR-9 '88
- Jaguar Vision Gran Turismo Coupé

#### KTM
- KTM X-BOW R '12

#### Lamborghini
- Lamborghini Aventador LP700-4 '11
- Lamborghini Aventador LP 750-4 Superveloce '15
- Lamborghini Countach LP400 '74
- Lamborghini Countach 25th Anniversary '88
- Lamborghini Diablo GT '00
- Lamborghini Miura P400 Bertone Prototype CN0706 '67
- Lamborghini Veneno '14
- Lamborghini Huracán LP 610-4 '15
- Lamborghini Huracán GT3 '15
- Lamborghini Huracán Gr.4

#### Lancia
- Lancia DELTA HF Integrale Evoluzione '91
- Lancia STRATOS '73

#### Lexus
- Lexus au TOM'S RC F '16
- Lexus LC500 '17
- Lexus LF-LC GT "Vision Gran Turismo"
- Lexus PETRONAS TOM'S SC430 '08
- Lexus RC F '14
- Lexus RC F Gr.4
- Lexus RC F GT3 prototype (Emil Frey Racing) '16
- Lexus RC F GT3 (Emil Frey Racing) '17

#### Maserati
- Maserati GranTurismo S '08

#### Mazda
- Mazda 787B '91
- Mazda Atenza Gr.3
- Mazda Atenza Gr.3 Road Car
- Mazda Atenza Gr.4
- Mazda Atenza Sedan XD L Package '15
- Mazda Eunos Roadster (NA Special Package) '89
- Mazda Demio XD Touring '15
- Mazda LM55 Vision Gran Turismo Gr.1
- Mazda LM55 Vision Gran Turismo
- Mazda Roadster S (ND) '15
- Mazda Roadster Touring Car
- Mazda RX500 '70
- Mazda RX-7 GT-X (FC) '90
- Mazda RX-7 Spirit R Type A (FD) '02
- Mazda RX-Vision GT3 Concept

#### McLaren
- McLaren 650S Coupe '14
- McLaren 650S Gr.4
- McLaren 650S GT3 '15
- McLaren F1 '94
- McLaren F1 GTR - BMW (Kokusai Kaihatsu UK Racing) '95
- McLaren MP4-12C '10
- McLaren P1 GTR '16
- McLaren Ultimate Vision Gran Turismo Gr.1
- McLaren Ultimate Vision Gran Turismo

#### Mercedes-Benz
- Mercedes AMG F1 W08 EQ Power+ 2017
- Mercedes AMG F1 W08 EQ Power+ (Color Variation) 2017
- Mercedes-Benz 300 SEL 6.8 AMG '71
- Mercedes-Benz AMG Vision Gran Turismo
- Mercedes-Benz AMG Vision Gran Turismo LH Edition
- Mercedes-Benz AMG Vision Gran Turismo Racing Series
- Mercedes-Benz A 45 AMG 4Matic '13
- Mercedes-Benz Sauber Mercedes C9 '89
- Mercedes-Benz SLR McLaren '09
- Mercedes-Benz SLS AMG '10
- Mercedes-Benz SLS AMG Gr.4
- Mercedes-Benz SLS AMG GT3 '11
- Mercedes-AMG GT3 (AMG-Team HTP-Motorsport) '16
- Mercedes-AMG GT S '15
- Mercedes-AMG GT Safety Car

#### MINI
- MINI Clubman Vision Gran Turismo
- Mini-Cooper 'S' '65
- MINI COOPER S '05

#### Mitsubishi
- Mitsubishi Concept XR-PHEV EVOLUTION Vision Gran Turismo
- Mitsubishi GTO Twin Turbo '91
- Mitsubishi Lancer Evolution IV GSR '96
- Mitsubishi Lancer Evolution Final Edition '15
- Mitsubishi Lancer Evolution Final Edition Gr.3
- Mitsubishi Lancer Evolution Final Edition Gr.4
- Mitsubishi Lancer Evolution Final Edition Gr.B Rally Car
- Mitsubishi Lancer Evolution Final Edition Gr.B Road Car

#### Nissan
- Nissan 180SX Type X '96
- Nissan CONCEPT 2020 Vision Gran Turismo
- Nissan Fairlady Z 300ZX TwinTurbo 2seater (Z32) '89
- Nissan Fairlady Z Version S (Z33) '07
- Nissan GT-R LM NISMO '15
- Nissan GT-R Gr.4
- Nissan GT-R Gr.B Rally Car
- Nissan GT-R NISMO GT3 N24 Schulze Motorsport '13
- Nissan GT-R NISMO '17
- Nissan GT-R Premium Edition '17
- Nissan GT-R Safety Car
- Nissan MOTUL AUTECH GT-R '16
- Nissan R92CP '92
- Nissan SILVIA K's Dia Selection (S13) '90
- Nissan SKYLINE GT-R V • spec II (R32) '94
- Nissan SKYLINE GT-R V • spec (R33) '97
- Nissan SKYLINE GT-R V • spec II Nür (R34) '02
- Nissan XANAVI NISMO GT-R '08

#### Pagani
- Pagani Huayra '13
- Pagani Zonda R '09

#### Peugeot
- Peugeot 208 GTi by Peugeot Sport '14
- Peugeot 908 HDi FAP - Team Peugeot Total '10
- Peugeot L500R HYbrid Vision Gran Turismo, 2017
- Peugeot L750R HYbrid Vision Gran Turismo, 2017
- Peugeot RCZ GT Line '15
- Peugeot RCZ Gr.3
- Peugeot RCZ Gr.3 Road Car
- Peugeot RCZ Gr.4
- Peugeot RCZ Gr.B Rally Car
- PEUGEOT Vision Gran Turismo
- PEUGEOT Vision Gran Turismo Gr.3

#### Pontiac
- Pontiac Firebird Trans Am '78

#### Plymouth
- Plymouth XNR Ghia Roadster '60

#### Porsche
- Porsche 356 A/1500 GS GT Carrera Speedster '56
- Porsche 911 Carrera RS Club Sport (993) '95
- Porsche 911 GT3 (996) '01
- Porsche 911 GT3 (997) '09
- Porsche 911 GT3 RS (991) '16
- Porsche 911 RSR (991) '17
- Porsche 911 Turbo (930) '81
- Porsche 962 C '88
- Porsche Cayman GT4 Clubsport '16
- Porsche 919 Hybrid (Porsche Team) '16
- Porsche Taycan Turbo S '19

#### Renault
- Renault R8 Gordini '66

#### Renault Sport
- Clio Renault Sport V6 24V '00
- Renault Sport Clio R.S. 220 EDC Trophy '15
- Renault Sport Clio R.S. 220 EDC Trophy '16
- Renault Sport Mégane R.S. Trophy '11
- Renault Sport Mégane R.S. Trophy Safety Car
- Renault Sport Mégane Trophy '11
- Renault Sport Mégane Gr.4
- Renault Sport R.S.01 '16
- Renault Sport R.S.01 GT3 '16

#### RUF
- RUF CTR3 '07(Update)

#### Shelby
- Shelby Cobra 427 '66
- Shelby Cobra Daytona Coupe '64
- Shelby GT350 '65

#### Subaru
- Subaru VIZIV GT Vision Gran Turismo
- Subaru BRZ S '15
- Subaru Falken Tires/Turn 14 Distribution BRZ '17
- Subaru IMPREZA Coupe WRX typeR STi Version VI '99
- Subaru IMPREZA Premium Sport Coupe 22B-STi Version '98
- Subaru WRX STi Isle of Man Time Attack Car '16
- Subaru WRX STi Type S '14
- Subaru WRX Gr.3
- Subaru WRX Gr.4
- Subaru WRX Gr.B Rally Car
- Subaru WRX Gr.B Road Car

#### Super Formula
- Dallara SF19 Super Formula / Honda '19
- Dallara SF19 Super Formula / Toyota '19

#### Suzuki
- Suzuki SWIFT Sport '07

#### Tesla Motors
- Tesla Motors Model S Signature Performance '12

#### Toyota
- Toyota 2000GT '67
- Toyota 86 GT '15
- Toyota 86 GT "Limited" '16
- Toyota 86 Gr.4
- Toyota 86 Gr.B Rally Car
- Toyota 86 GRMN '16
- Toyota Corolla Levin 3door 1600GT APEX (AE86) '83
- Toyota Crown Athlete G '13
- Toyota Crown Athlete G Safety Car
- Toyota FT-1
- Toyota FT-1 Vision Gran Turismo Gr.3
- Toyota FT-1 Vision Gran Turismo
- Toyota GR Supra Racing Concept '18
- Toyota GR Supra RZ '19
- Toyota GR Supra (Nürburgring '19 Livery)
- Toyota GR Supra RZ '20
- Toyota GR Yaris 1st Edition RZ “High Performance” '20
- Toyota MR2 GT-S '97
- Toyota S-FR '15
- Toyota S-FR Racing Concept '16
- Toyota Sports 800 '65
- Toyota Sprinter Trueno 3door 1600GT APEX (AE86) '83
- Toyota SUPRA 3.0GT Turbo A '88
- Toyota SUPRA RZ '97
- Toyota TS030 Hybrid '12
- Toyota TS050 - Hybrid (Toyota Gazoo Racing) '16
- Toyota Tundra TRD Pro '19

#### TVR
- TVR Tuscan Speed 6 '00

#### Volkswagen
- Volkswagen 1200 '66
- Volkswagen Beetle Gr.3
- Volkswagen GTI Vision Gran Turismo Gr.3
- Volkswagen GTI Roadster Vision Gran Turismo
- Volkswagen GTI Supersport Vision Gran Turismo
- Volkswagen Golf I GTI '83
- Volkswagen Golf VII GTI '14
- Volkswagen Scirocco Gr.4
- Volkswagen Typ2 (T1) SambaBus '62

#### Zagato
- IsoRivolta Zagato Vision Gran Turismo

### Circuits
- Alsace - Village
- Autodrome Lago Maggiore - Center
- Autodrome Lago Maggiore - East
- Autodrome Lago Maggiore - GP
- Autodrome Lago Maggiore - West
- Autodromo Nazionale Monza
- Autodromo Nazionale Monza (No Chicane)
- Autopolis International Racing Course
- Autopolis International Racing Course - Shortcut Course
- Autódromo de Interlagos
- Blue Moon Bay Speedway
- Blue Moon Bay Speedway - Infield A
- Blue Moon Bay Speedway - Infield B
- Brands Hatch GP
- Brands Hatch Indy
- BB Raceway
- Circuit de Barcelona-Catalunya Grand Prix
- Circuit de la Sarthe
- Circuit de Sainte-Croix - A
- Circuit de Sainte-Croix - B
- Circuit de Sainte-Croix - C
- Circuit de Spa-Francorchamps
- Colorado Springs - Lake
- Dragon Trail - Gardens
- Dragon Trail - Seaside
- Fisherman's Ranch
- Fuji International Speedway
- Fuji International Speedway (Short)
- Goodwood Motor Circuit
- Kyoto Driving Park - Miyabi
- Kyoto Driving Park - Yamagiwa
- Kyoto Driving Park - Yamagiwa + Miyabi
- Mount Panorama
- Northern Isle Speedway
- Northern Isle Speedway - Infield
- Nürburgring 24h
- Nürburgring GP/F
- Nürburgring Nordschleife
- Red Bull Ring
- Red Bull Ring Short Track
- Sardegna - Road Track - A
- Sardegna - Road Track - B
- Sardegna - Road Track - C
- Sardegna - Windmills
- Special Stage Route X
- Suzuka Circuit
- Suzuka Circuit East
- Tokyo Expressway - Central Inner Loop
- Tokyo Expressway - Central Outer Loop
- Tokyo Expressway - East Inner Loop
- Tokyo Expressway - East Outer Loop
- Tokyo Expressway - South Inner Loop
- Tokyo Expressway - South Outer Loop
- Tsukuba Circuit
- WeatherTech Raceway Laguna Seca
- Willow Springs International Raceway: Big Willow
- Willow Springs International Raceway: Horse Thief Mile
- Willow Springs International Raceway: Streets of Willow

## Updates
Met grote regelmaat komen er updates voor het spel uit, waarin extra auto's, nieuwe circuits of wijzigingen in het offline penalty systeem worden doorgevoerd. Ook zijn er na de introductie nieuwe (betaalde) modules toegevoegd, zoals de mogelijkheid om tegen Lewis Hamilton te racen in een tijdrit.

## Trivia
- Het was de bedoeling dat Lotus in het spel zou verschijnen, waarbij de Lotus Evora speelbaar zou zijn in de open Beta en ook de Lotus Elise. Het merk werd echter bij de release van de game verwijderd vanwege licentie problemen.
- Na het aflopen van de exclusieve licentie van Electronic Arts voor Porsche, was Gran Turismo Sport de eerste verschijning van Porsche in een Gran Turismo-titel.
- De racing influencer Steve Alvarez Brown (Super GT) reed 200 rondes op de Nürburgring voor het goede doel. De actie duurde 30 uur, waarvan 27 uur gereden werd. Met deze actie haalde de Engelsman ruim 9.414.000 pond op.
- Vroege versies van Gran Turismo Sport tonen een rallyversie van de Volkswagen GTI Supersport Vision Gran Turismo, uitgerust met offroad-ophanging, lichtbalk en spatlappen. Deze specifieke auto, die verscheen onder de naam Volkswagen GTI Supersport Vision Gran Turismo Gr.B Rally Car. De auto werd tijdens de late ontwikkelingsstadia om onbekende redenen verwijderd.
- De autocoureur Kamui Kobayashi maakte deel uit van het team dat technische assistentie bood tijdens de ontwikkeling.